# Cryptochilus ctenostachyus
Cryptochilus ctenostachyus är en orkidéart som beskrevs av François Gagnepain. Cryptochilus ctenostachyus ingår i släktet Cryptochilus, och familjen orkidéer.
Artens utbredningsområde är Vietnam. Inga underarter finns listade i Catalogue of Life.